# Macerata Feltria
Macerata Feltria é uma comuna italiana da região dos Marche, Província de Pesaro e Urbino, com cerca de 2.024 habitantes. Estende-se por uma área de 40 km², tendo uma densidade populacional de 51 hab/km². Faz fronteira com Lunano, Monte Cerignone, Montecopiolo, Monte Grimano, Piandimeleto, Pietrarubbia, Sassocorvaro.
Pertence à rede das Aldeias mais bonitas de Itália.